# Kalliopi Araouzou
Kalliopi "Kelly" Araouzou (Marusi, 6 de março de 1991) é uma maratonista aquática grega.

## Carreira

### Rio 2016
Araouzou competiu nos 10 km feminino nos Jogos Olímpicos de Verão de 2016, ficando na 11ª colocação.